# Campionat d'escacs femení de la Unió Soviètica
El Campionat d'escacs femení de la Unió Soviètica fou una competició d'escacs que es va celebrar entre els anys 1927 al 1989 per determinar la campiona nacional d'escacs de la Unió Soviètica. La gran importància d'aquesta prova en relació amb els escacs femenins internacionals es demostra pel fet que foren soviètiques la totalitat de les Campiones del món en el període entre 1950 i 1989, i també la totalitat de les finalistes al matx pel títol en aquest període.

## Quadre d'honor

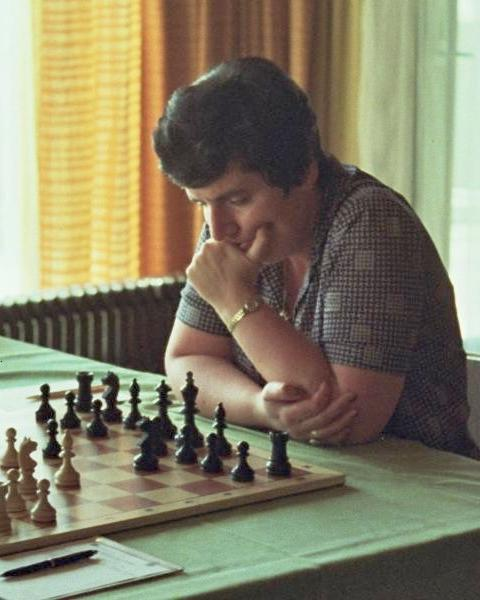
Nona Gaprindaixvili, 5 cops campiona de l'URSS

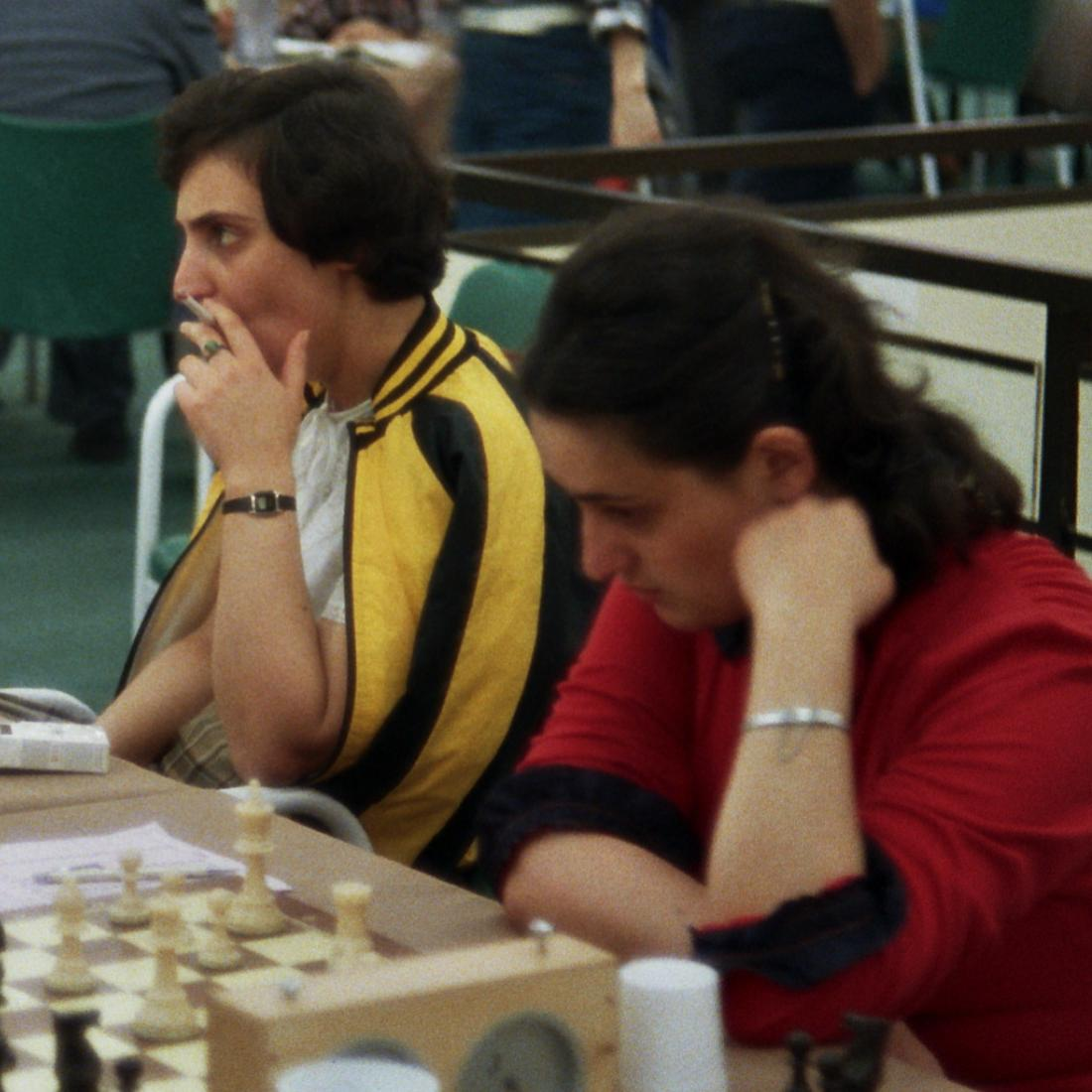
D'esquerra a dreta, Irina Levitina (3 cops campiona de l'URSS), i Maia Txiburdanidze (1 cop campiona de l'URSS), durant l'Olimpíada d'escacs de 1984 a Salònica.

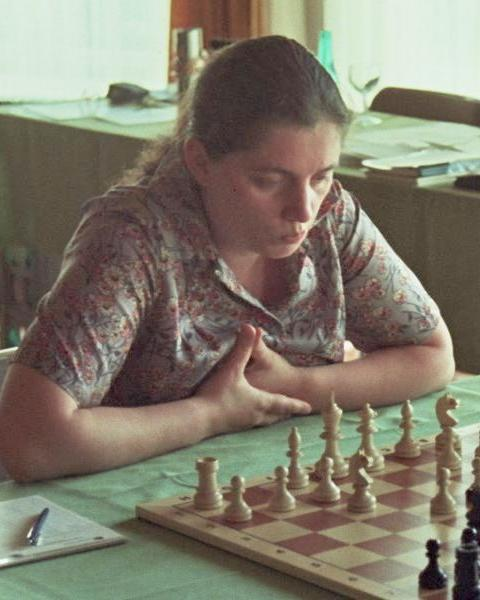
Elena Fatalibekova, 1 cop campiona de l'URSS

| Ed. | Any  | Lloc            | Campionat                           | Puntuació |
| --- | ---- | --------------- | ----------------------------------- | --------- |
| 1   | 1927 | Moscou          | Olga Rubtsova                       | 8,5 / 10  |
| 2   | 1931 | Moscou          | Olga Rubtsova                       | 7,5 / 9   |
| 3   | 1934 | Leningrad       | Olga Semenova Tjan-Shanskaya        | 7 / 9     |
| 4   | 1936 | Leningrad       | Olga Semenova Tjan-Shanskaya        | 9,5 / 11  |
| 5   | 1937 | Rostov-on-Don   | Olga Rubtsova                       | 12,5 / 15 |
| 6   | 1945 | Moscou          | Valentina Borissenko                | 7,5 / 9   |
| 7   | 1946 | Moscou          | Ielizaveta Bíkova                   | 14 / 16   |
| 8   | 1947 | Moscou          | Elisaveta Bykova                    | 12 / 15   |
| 9   | 1948 | Moscou          | Olga Rubtsova                       | 13 / 17   |
| 10  | 1950 | Riga            | Elisaveta Bykova                    | 12,5 / 15 |
| 11  | 1951 | Kíev            | Kira Zvorykina                      | 11,5 / 17 |
| 12  | 1952 | Tbilisi         | Ljudmila Rudenko                    | 13 / 17   |
| 13  | 1953 | Rostov-on-Don   | Kira Zvorykina                      | 13 / 17   |
| 14  | 1954 | Krasnodar       | Larisa Volpert                      | 14 / 19   |
| 15  | 1955 | Sukhumi         | Valentina Borissenko                | 13,5 / 19 |
| 16  | 1956 | Dnipropetrovsk  | Kira Zvorykina                      | 13,5 / 17 |
| 17  | 1957 | Vílnius         | Valentina Borissenko                | 12 / 17   |
| 18  | 1958 | Khàrkiv         | Larisa Volpert                      | 14 / 21   |
| 19  | 1959 | Lipeck          | Larisa Volpert                      | 12 / 18   |
| 20  | 1960 | Riga            | Valentina Borissenko                | 13 / 18   |
| 21  | 1961 | Bakú            | Valentina Borissenko                | 13,5 / 19 |
| 22  | 1962 | Riga            | Tatiana Zatulovskaya                | 13 / 19   |
| 23  | 1963 | Bakú            | Maaja Ranniku                       | 14 / 19   |
| 24  | 1964 | Tbilisi         | Nona Gaprindaixvili                 | 15 / 19   |
| 25  | 1965 | Beltsy          | Valentina Kozlovskaya               | 13,5 / 19 |
| 26  | 1966 | Kiev            | Nana Aleksàndria                    | 14 / 19   |
| 27  | 1967 | Sotxi           | Maaja Ranniku                       | 11 / 13   |
| 28  | 1968 | Aşgabat         | Nana Alexandria                     | 13,5 / 19 |
| 29  | 1969 | Gori            | Nana Alexandria                     | 15 / 19   |
| 30  | 1970 | Beltsy          | Alla Kushnir                        | 14 / 19   |
| 31  | 1971 | Sotxi           | Irina Levítina                      | 14 / 19   |
| 32  | 1972 | Togliattigrad   | Marta Litinskaya                    | 12 / 19   |
| 33  | 1973 | Tbilisi         | Nona Gaprindaixvili                 | 14 / 19   |
| 34  | 1974 | Tbilisi         | Elena Fatalibekova                  | 14 / 18   |
| 35  | 1975 | Frunze          | Liudmila Belàvenets                 | 10 / 16   |
| 36  | 1976 | Tbilisi         | Anna Akhsharumova                   | 12,5 / 17 |
| 37  | 1977 | Leopoli         | Maia Txiburdanidze                  | 13 / 17   |
| 38  | 1978 | Nikolaevsk      | Lidia Semenova                      | 12,5 / 17 |
| 39  | 1979 | Tbilisi         | Irina Levitina                      | 12,5 / 17 |
| 40  | 1980 | Alma-Ata        | Irina Levitina                      | 12 / 15   |
| 41  | 1981 | Ivano-Frankovsk | Nona Gaprindaixvili Nana Ioseliani  | 12 / 17   |
| 42  | 1982 | Tallinn         | Nana Ioseliani                      | 12 / 17   |
| 43  | 1983 | Vílnius         | Nona Gaprindaixvili                 | 12,5 / 17 |
| 44  | 1984 | Kiev            | Svetlana Matveeva Anna Akhsharumova | 9,5 / 15  |
| 45  | 1985 | Erevan          | Nona Gaprindaixvili                 | 12,5 / 17 |
| 46  | 1986 | Frunze          | Nana Ioseliani                      | 11,5 / 16 |
| 47  | 1987 | Tbilisi         | Nana Ioseliani                      | 14,5 / 19 |
| 48  | 1988 | Alma-Ata        | Julia Demina                        | 12 / 17   |
| 49  | 1989 | Volžskij        | Irina Txeluixkina                   | 12,5 / 17 |
| 50  | 1990 | Podolsk         | Ketevan Arakhamia-Grant             | 13 / 16   |
| 51  | 1991 | Lvov            | Svetlana Matveeva                   | 13,5 / 17 |

Campiones amb més títols
- 5 títols : Valentina Borissenko, Nona Gaprindaixvili
- 4 títols : Olga Rubtsova, Nana Ioseliani
- 3 títols : Nana Aleksàndria, Ielizaveta Bíkova, Irina Levítina, Larisa Volpert, Kira Zvorykina
- 2 títols : Anna Akhsharumova, Maaja Ranniku, Olga Semenova Tjan-Shanskaya